# Indonesië op de Olympische Zomerspelen 1988
Indonesië nam deel aan de Olympische Zomerspelen 1988 in Seoel, Zuid-Korea. Voor de eerste keer in de geschiedenis haalde men een zilveren medaille.

## Medailleoverzicht
| Sport        | Olympiër                                             | Onderdeel | Medaille |
| ------------ | ---------------------------------------------------- | --------- | -------- |
| Boogschieten | Lilies Handayani Nurfitriyana Saiman Kusuma Wardhani | team (v)  | Zilver   |

## Deelnemers en resultaten
(m) = mannen, (v) = vrouwen 

### Atletiek
| Olympiër                                                         | Discipline | Resultaat | Prestatie                                                                      |
| ---------------------------------------------------------------- | ---------- | --------- | ------------------------------------------------------------------------------ |
| Mardi Lestari                                                    | 100m (m)   | 13e       | serie 2: 3de in 10,40 kwartfinale 6: 2de in 10,32 halve finale 1: 7de in 10,39 |
| Elieser Wattebosi                                                | 400m (m)   | 39e       | serie 10: 6de in 47,10                                                         |
| Eduardus Nabunome                                                | 5000m (m)  | 39e       | serie 2: 14de in 14.19,40                                                      |
| Eduardus Nabunome                                                | 10000m (m) | 34e       | serie 1: 17de in 29.55,23                                                      |
| Mardi Lestari Kresno Eko Pambudi Elieser Wattebosi Mohamed Yusuf | 4x100m (m) | DNF       | serie 2: niet gefinisht                                                        |

### Boksen
| Olympiër       | Discipline | Resultaat | Prestatie                                          |
| -------------- | ---------- | --------- | -------------------------------------------------- |
| Ilham Lahia    | -57kg (m)  | 17e       | 1ste ronde: vrij 2de ronde: V van GAB Bouemba: 1-4 |
| Adrian Taroreh | -60kg (m)  | 17e       | 1ste ronde: vrij 2de ronde: V van GBR Kane: 0-5    |

### Boogschieten
| Olympiër                                             | Discipline      | Resultaat | Prestatie |
| ---------------------------------------------------- | --------------- | --------- | --- |
| Syafrudin Mawi                                       | individueel (m) | 48e       | plaatsingsronde: 48ste met 1219 punten                                                                                               |
|                                                      |                 |           | |
| Lilies Handayani                                     | individueel (v) | 30e       | plaatsingsronde: 30ste met 1223 punten                                                                                               |
| Nurfitriyana Saiman                                  | individueel (v) | 9e        | plaatsingsronde: 12de met 1258 punten 2de ronde: 9de met 314 punten kwartfinale: 7de met 324 punten halve finale: 9de met 325 punten |
| Kusuma Wardhani                                      | individueel (v) | 19e       | plaatsingsronde: 20ste met 1239 punten 2de ronde: 19de met 300 punten                                                                |
| Lilies Handayani Nurfitriyana Saiman Kusuma Wardhani | team (v)        | Zilver    | plaatsingsronde: 5de met 3720 punten halve finale: 4de met 975 punten finale: 2de met 952 punten                                     |

### Gewichtheffen
| Olympiër         | Discipline | Resultaat | Prestatie                                                        |
| ---------------- | ---------- | --------- | ---------------------------------------------------------------- |
| Sodikin          | -52kg (m)  | 15e       | trekken: 16de met 95kg stoten: 16de met 122,5kg totaal: 217,5kg  |
| Yon Haryono      | -56kg (m)  | 18e       | trekken: 18de met 100kg stoten: 8ste met 137,5kg totaal: 237,5kg |
| Dirdja Wihardja  | -56kg (m)  | 4e        | trekken: 4de met 112,5kg stoten: 4de met 142,5kg totaal: 255kg   |
| Catur Mei Studi  | -60kg (m)  | DNF       | trekken: geen geldige poging                                     |
| I Nyoman Sudarma | -75kg (m)  | 10e       | trekken: 11de met 145kg stoten: 12de met 175kg totaal: 320kg     |

### Schermen
| Olympiër         | Discipline | Resultaat | Prestatie                                   |
| ---------------- | ---------- | --------- | ------------------------------------------- |
| Alkindi          | floret (m) | 59e       | 1ste ronde groep G: 6de met 0 overwinningen |
|                  |            |           |                                             |
| Silvia Koeswandi | floret (v) | 39e       | 1ste ronde groep A: 5de met 0 overwinningen |

### Schietsport
| Olympiër               | Discipline           | Resultaat | Prestatie                                    |
| ---------------------- | -------------------- | --------- | -------------------------------------------- |
| Selvyana Adrian-Sofyan | 25m pistool (v)      | 35e       | kwalificatie: 35ste met 568 punten (284-284) |
| Selvyana Adrian-Sofyan | 10m luchtpistool (v) | 32e       | kwalificatie: 32ste met 368 punten           |

### Tafeltennis
| Olympiër       | Discipline    | Resultaat | Prestatie |
| -------------- | ------------- | --------- | --- |
| Tonny Maringgi | enkelspel (m) | 49e       | groep B: 6de V van SWE Waldner: 0-3 V van FRG Böhm: 0-3 W van FRA Birocheau: 1-3 V van TPE Chih: 0-3 V van CHN Xu: 0-3 W van NZL Griffiths: 3-2 W van MRI Hosnani: 3-0 |

### Tennis
| Olympiër                               | Discipline     | Resultaat | Prestatie                                         |
| -------------------------------------- | -------------- | --------- | ------------------------------------------------- |
| Hary Suharyadi Donald Wailan-Walalangi | dubbelspel (m) | 17e       | 1ste ronde: V van USA Flach/Seguso: 3-6, 1-6, 5-7 |
|                                        |                |           |                                                   |
| Yayuk Basuki                           | enkelspel (v)  | 17e       | 1ste ronde: V van FRA Suire: 3-6, 6-3, 0-6        |

### Worstelen
| Olympiër        | Discipline  | Resultaat   | Prestatie                                                   |
| Vrije stijl     | Vrije stijl | Vrije stijl | Vrije stijl                                                 |
| --------------- | ----------- | ----------- | ----------------------------------------------------------- |
| Suryadi Gunawan | -48kg (m)   | 13e         | groep A: 7de V van AFG Razigul: 1-3 V van GDR Anger: 1-3    |
| Surya Saputra   | -52kg (m)   | 31e         | groep A: 16de V van TUR Seyhanli: 0-4 V van POL Stecyk: 0-4 |

### Zeilen
| Olympiër           | Discipline     | Resultaat | Prestatie                           |
| ------------------ | -------------- | --------- | ----------------------------------- |
| Abdul Malik Faisal | divisie II (m) | 27e       | 246 punten: (31-24-20-32-DNF-30-21) |
|                    |                |           |                                     |
| Eddy S. Suprapto   | finn           | 31e       | 242 punten: (25-27-29-26-DNF-25)    |

### Zwemmen
| Olympiër         | Discipline          | Resultaat | Prestatie                  |
| ---------------- | ------------------- | --------- | -------------------------- |
| Richard Sam Bera | 50m vrije slag (m)  | 41e       | serie 4: 3de in 24,63 (NR) |
| Wirmandi Sugriat | 50m vrije slag (m)  | 55e       | serie 3: 7de in 25,55      |
| Richard Sam Bera | 100m vrije slag (m) | 47e       | serie 5: 6de in 53,59      |
| Richard Sam Bera | 200m vrije slag (m) | 48e       | serie 3: 4de in 1.57,60    |
| Richard Sam Bera | 400m vrije slag (m) | 43e       | serie 2: 3de in 4.08,70    |
| Wirmandi Sugriat | 100m schoolslag (m) | 44e       | serie 3: 4de in 1.06,22    |
| Wirmandi Sugriat | 200m schoolslag (m) | 39e       | serie 2: 2de in 2.26,17    |

Afghanistan · Algerije · Amerikaanse Maagdeneilanden · Amerikaans-Samoa · Andorra · Angola · Antigua en Barbuda · Argentinië · Aruba · Australië · Bahama’s · Bahrein · Bangladesh · Barbados · België · Belize · Benin · Bermuda · Bhutan · Birma · Bolivia · Bondsrepubliek Duitsland · Botswana · Brazilië · Britse Maagdeneilanden · Brunei · Bulgarije · Burkina Faso · Canada · Centraal-Afrikaanse Republiek · Chili · China · Chinees Taipei · Colombia · Congo-Brazzaville · Cookeilanden · Costa Rica · Cyprus · Denemarken · Djibouti · Dominicaanse Republiek · Duitse Democratische Republiek · Ecuador · Egypte · El Salvador · Equatoriaal-Guinea · Fiji · Filipijnen · Finland · Frankrijk · Gabon · Gambia · Ghana · Grenada · Griekenland · Groot-Brittannië · Guam · Guatemala · Guinee · Guyana · Haïti · Honduras · Hongarije · Hongkong · Ierland · IJsland · India · Indonesië · Irak · Iran · Israël · Italië · Ivoorkust · Jamaica · Japan · Joegoslavië · Jordanië · Kaaimaneilanden · Kameroen · Kenia · Koeweit · Laos · Lesotho · Libanon · Liberia · Libië · Liechtenstein · Luxemburg · Malawi · Malediven · Maleisië · Mali · Malta · Marokko · Mauritanië · Mauritius · Mexico · Monaco · Mongolië · Mozambique · Nederland · Nederlandse Antillen · Nepal · Nieuw-Zeeland · Niger · Nigeria · Noord-Jemen · Noorwegen · Oeganda · Oman · Oostenrijk · Pakistan · Panama · Papoea-Nieuw-Guinea · Paraguay · Peru · Polen · Portugal · Puerto Rico · Qatar · Roemenië · Rwanda · Saint Vincent en de Grenadines · Salomonseilanden · Samoa · San Marino · Saoedi-Arabië · Senegal · Sierra Leone · Singapore · Soedan · Somalië · Sovjet-Unie · Spanje · Sri Lanka · Suriname · Swaziland · Syrië · Tanzania · Thailand · Togo · Tonga · Trinidad en Tobago · Tsjaad · Tsjecho-Slowakije · Tunesië · Turkije · Uruguay · Vanuatu · Venezuela · Verenigde Arabische Emiraten · Verenigde Staten · Vietnam · Zaïre · Zambia · Zimbabwe · Zuid-Jemen · Zuid-Korea · Zweden · Zwitserland